# Szymon Bala
Szymon Mirosław Bala (ur. 4 sierpnia 1927 w Gajówce w gminie Stoczek Węgrowski) – polski polityk, poseł na Sejm PRL VIII kadencji.

## Życiorys
Uzyskał wykształcenie zasadnicze zawodowe. Do Zjednoczonego Stronnictwa Ludowego wstąpił w 1966. Wiceprezes Wojewódzkiego Komitetu ZSL w Siedlcach. Od 1966 radny Powiatowej Rady Narodowej w Węgrowie, przez dwie kadencje stały sekretarz sesji Rady. Od 1966 członek miejscowego kółka rolniczego, gdzie był prezesem, członkiem Zarządu i dyrektorem. Wiceprzewodniczący Rady Nadzorczej Wojewódzkiego Związku Kółek Rolniczych w Siedlcach. W 1980 uzyskał mandat posła na Sejm PRL VIII kadencji w okręgu Siedlce. Zasiadał w Komisji Komunikacji i Łączności oraz w Komisji Rolnictwa i Przemysłu Spożywczego.

## Odznaczenia
- Krzyż Kawalerski Orderu Odrodzenia Polski
- Złoty Krzyż Zasługi
- Medal 30-lecia Polski Ludowej
- Złota Odznaka „Za zasługi dla województwa warszawskiego”
- Odznaka „Zasłużony Pracownik Rolnictwa”